# 松殿忠嗣
松殿 忠嗣（まつどの ただつぐ）は、鎌倉時代後期から南北朝時代にかけての公卿。正二位参議・松殿通輔の子。官位は正二位・権大納言。『松亜記』の著者。

## 出自
藤原北家松殿流嫡流。松殿家初代当主・松殿基房は高祖父。松殿忠房は曽祖父。松殿兼嗣は祖父にあたる。松殿冬輔は子。

## 経歴
正安2年（1300年）に父・通輔が公卿（従三位）に列せられ、その後も位階を上げていったが、忠嗣も嘉元元年（1304年）に従五位下、徳治3年（1308年）に侍従、延慶2年（1309年）に従五位上、延慶4年（1311年）に正五位下、応長2年（1312年）に従四位下、正和2年（1313年）に左近衛少将、正和4年（1315年）に従四位上、正和5年（1316年）に右近衛中将、正和6年（1317年）に正四位下と昇進を重ねる。
しかしこの年には父・通輔も正二位となった一方、祖父・兼嗣が亡くなり、また直後には文保の和談もあって持明院統の花園天皇が大覚寺統の皇太子・尊治親王（後醍醐天皇）に譲位する事となったが、後醍醐朝では昇進が停滞する。元亨2年（1322年）には右近衛中将を辞任、鎌倉幕府滅亡を経た建武の新政下の建武2年（1335年）での越前権介を経て、南北朝分裂後の暦応3年（1340年）に従三位となり公卿に列せられたが、既に44歳となっていた。これは高祖父・基房の13歳、曽祖父・忠房の16歳、祖父・兼嗣の23歳と比べて遅い。なお、父・通輔は生没年不明で正中2年（1325年）以降の消息は定かでない。
この時点で又従兄弟の松殿忠冬が一足早く従三位・参議に列せられていた。忠嗣も本来なら松殿家と並ぶ藤原北家嫡流九条家の分家である二条家を継いだ二条良基の側近として、良基が持明院統の北朝下で右大臣・関白・藤原氏長者・左大臣と昇進していったのに合わせるように貞和2年（1346年）に参議、貞和3年（1347年）に正三位、貞和4年（1348年）に権中納言、観応2年（1351年）に中納言、直後正平一統で一時北朝が解体されたが、文和2年（1353年）に従二位、延文2年（1357年）には権大納言と再び昇進を重ねていった。さらに室町幕府初代将軍・足利尊氏が亡くなった延文3年（1358年）には正二位となり、官位・官職共に忠房以降では極位極官に登った。この間貞和5年（1349年）には年中行事歌合において主催した良基と参加者たちの連絡役を務めている。しかし観応から康安年間の、京が南朝に度々奪われ、山名氏や大内氏も強勢を振るっていた流動的な状況の中、忠嗣は南朝側に離反してしまう。貞治4年（1365年、南朝では正平20年）9月に出家した。没年は不明ながらもこの時点で69歳であった。子の冬輔は永和元年（1375年、南朝では天授元年）に従三位となり、公卿に列せられたが、議定官に任じられる事がないまま明徳の和約直前の明徳3年（1392年）1月に死去し、その後松殿家は100年強の間に公卿の輩出すら途絶え、戦国時代に断絶している。

## 系譜
- 父：松殿通輔
- 母：不詳
- 妻：不詳
  - 男子：松殿冬輔 - 従三位・非参議